# Gabriele-Heidecker-Preis
Der Gabriele-Heidecker-Preis ist ein österreichischer Frauenkunstpreis, der in Erinnerung an die Architektin und Künstlerin Gabriele Heidecker vergeben wird.
Die Auszeichnung von herausragenden Künstlerinnen erfolgt seit 2011 und wird von den Grünen Linz gestiftet. Seit 2015 wird der Preis biennal vergeben. Zu Beginn betrug das Preisgeld 5000 Euro. Dieser Betrag wurde 2017 auf 10.000 Euro erhöht. Die Preisträgerinnen werden von einer unabhängigen Fachjury (u. a. Valie Export, Ulrike Böker, Eva Blimlinger, Eva Schlegel, Marty Huber) beurteilt.
Mit dem Gabriele-Heidecker-Preis sollen Künstlerinnen und Künstlerinnenkollektive gefördert werden, die sich mit dem öffentlichen Raum und seiner Erscheinungsform auseinandersetzen. Die Bewertung der Einreichungen erfolgt vorrangig nach gesellschaftspolitischer Relevanz, partizipativer und kommunikativer Aspekte sowie frauenpolitischer Ausrichtung.
Ausgezeichnet werden Künstlerinnen mit Linz-Bezug sowohl für bereits realisierte Projekte wie auch für laufende kulturelle Vorhaben, vorrangig im Stadtraum von Linz.
Die Plastik wurde von der Künstlerin Iris Aue gestaltet. Die Preisverleihung findet im Architekturforum Oberösterreich in Linz statt.

## Preisträgerinnen
- 2011: Katharina Struber[1]
- 2012: Bernadette Huber[2]
- 2013: Margit Greinöcker
- 2014: Künstlerinnenduo Veronika Krenn und Vesela Mihaylova sowie Elisabeth Kramer
- 2015: Susi Jirkuff, und Anerkennungspreis Elisa Andessner
- 2017: Lisa Großkopf, Hannah Kordes
- 2019: Künstlerinnenduo Romana Hagyo und Silke Maier-Gamauf sowie die Künstlerin starsky[3]
- 2021: Miriam Bajtala, Beate Ronacher[4]
- 2023: Marlene Hausegger[5]